# Добравиця-при-Великем Габру
Добравиця-при-Великем Габру (словен. Dobravica pri Velikem Gabru) — поселення в общині Требнє, регіон Південно-Східна Словенія, Словенія.